# Wiktor Sergejewitsch Wawilow
Wiktor Sergejewitsch Wawilow (russisch Виктор Сергеевич Вавилов, englische Transkription: Viktor Sergeyevich Vavilov; * 8. Juli 1921 in Moskau; † 25. Januar 1999 ebenda) war ein russischer Physiker, der auf dem Gebiet der Halbleiterphysik arbeitete.

## Leben
W. S. Wawilow wurde als Sohn des bekannten Physikers Sergei Iwanowitsch Wawilow 1921 in Moskau geboren. 1939 begann er sein Studium an der Physikalischen Fakultät der Universität Leningrad. Sechs Monate nach Studienbeginn wurde er zum Armeedienst eingezogen. Er nahm am sowjetisch-finnischen Krieg teil und diente bis zum Ende des Zweiten Weltkrieges in der Roten Armee. Nach Kriegsende setzte er sein Studium in Leningrad fort und schloss es mit einer Arbeit zu den photoelektrischen Eigenschaften von Bleisulfid bei A. A. Lebedew am Staatlichen Optischen Institut ab. Anschließend arbeitete er auf dem Gebiet der Kernphysik, interessierte sich aber zunehmend für die Wechselwirkung von Strahlung mit Halbleitern und ging 1951 an das Lebedew-Institut (FIAN) der Akademie der Wissenschaften der UdSSR in Moskau, wo er bis zu seinem Todesjahr 1999 auf dem Gebiet der Halbleiterphysik tätig war. 1960 erhielt er den russischen Doktortitel. Ab 1956 lehrte er auch an der Lomonossow-Universität, seit 1963 als Professor.
Sein Hauptarbeitsgebiet waren Untersuchungen der Wechselwirkungsprozesse von elektromagnetischer Strahlung sowie hochenergetischer Teilchenstrahlen mit Halbleitern. Zum Verständnis verschiedener Mechanismen solcher Prozesse leistete er wichtige Beiträge. Von ihm publizierte Monographien erschienen auch in englischer Sprache.
1987 wurde er mit der Lebedew-Goldmedaille der Akademie der Wissenschaften der UdSSR ausgezeichnet. Seit 1992 war er Ehrenmitglied der Akademie von Athen.

## Schriften (Auswahl)
- V. S. Vavilov: Effects of Radiation on Semiconductors. Springer, New York 1965, ISBN 978-1-4899-2722-4, S. 225.
- V. S. Vavilov, N. A. Ukhin: Radiation Effects in Semiconductors and Semiconductor Devices. Consultants Bureau, New York 1977, ISBN 978-1-4684-9071-8, S. 278.
- V. S. Vavilov: On photo-ionization by fast electrons in germanium and silicon. In: Journal of Physics and Chemistry of Solids. Band 8, January, 1959, S. 223–226, doi:10.1016/0022-3697(59)90322-1.
- V. S. Vavilov: Radiation ionization processes in germanium and silicon crystals. In: Soviet Physics Uspekhi. Band 4, Nr. 5, 1962, S. 761–769.
- V. S. Vavilov, E. A. Konorova: Semiconducting diamonds. In: Soviet Physics Uspekhi. Band 19, Nr. 4, 1976, S. 301–316.
- V. S. Vavilov: Diamond in solid state electronics. In: Physics–Uspekhi. Band 40, Nr. 1, 1997, S. 15–20.